# 19. јун
19. јун (19.6.) је 170. дан године по грегоријанском календару (171. у преступној години). До краја године има још 195 дана.

## Догађаји
- 1269 — Француски краљ Луј IX је наредио да се сви Јевреји који се нађу у јавности без жуте значке казне са десет ливри сребра.
- 1306 — Војска ерла од Пембрука је поразила шкотску војску Роберта Бруса у бици код Метвена.
- 1586 — Енглески колонисти су напустили острво Роанок, након што нису успели да оснују прво енглеско стално насеље у Северној Америци.
- 1846 — Прва бејзбол-утакмица са успостављеним правилима одиграна у Њу Џерзију.
- 1862 — Конгрес САД забранио ропство на америчким територијама, чиме је поништио пресуду из случаја Скот против Сандфорда.
- 1867 — Републиканци, следбеници Пабла Хуареса, погубили Максимилијана I Хабзбурга, кога је Наполеон III 1864. прогласио за цара Мексика.
- 1885 — У Њујорк је стигао Кип слободе, поклон Француске.
- 1908 — Доласком брода „Касато Мару“ у луку Сантос са 168 јапанских породица почела имиграција Јапанаца у Бразил.
- 1953 — Џулијус и Етел Розенберг, осуђени за шпијунажу у корист СССР, погубљени на електричној столици у америчком затвору Синг Синг.
- 1961 — Кувајт је прогласио независност од Уједињеног Краљевства.
- 1961 — Откривањем натписа са именом Понтија Пилата на ископини римског храма у Цезареји први пут нађен доказ да је он постојао.
- 1965 — Закон о грађанским правима је усвојен у Конгресу САД након филибастера од 83 дана.
- 1965 — Генерал Хуари Бумедијен војним ударом са власти збацио председника Алжира Ахмеда Бен Белу.
- 1970 — Совјетски васионски брод „Сојуз 9“ постигао нови рекорд у дужини боравка у космосу, 17 дана, 16 часова и 59 минута.
- 1975 — Генерални секретар Уједињених нација Курт Валдхајм у Мексико Ситију отворио Прву светску конференцију о положају жена.
- 1987 — У експлозији у гаражи робне куће у Барселони погинуло 12 и рањено више од 30 људи. Одговорност преузела баскијска сепаратистичка организација ЕТА.
- 1988 — У индијском граду Курукшетра погинуло 15, рањено 25 људи у експлозији бомбе коју су поставили екстремисти Сики.
- 1991 — Последњи совјетски војници су напустили Мађарску после 45 година дугог присуства.
- 1995 — Чеченски побуњеници ослободили 1.500 талаца које су држали шест дана и напустили болницу у граду Буђоновск на југу Русије, пошто је с руским властима договорен прекид ватре и наставак мировних преговора о Чеченији.
- 1999 — У Приштини, на згради команде Приштинског корпуса Војске Југославије, подигнута застава УН пошто се ВЈ повукла, а мировне снаге УН преузеле контролу над Косовом и Метохијом.
- 2000 — Британски цариници у луци Довер у камиону-хладњачи открили 58 лешева Кинеза, илегалних емиграната.
- 2003 — Парламент Турске усвојио пакет реформи на плану људских права, последњи у низу закона који би требало да повећају шансе Турске за улазак у Европску унију.

## Рођења
- 1566 — Џејмс I Стјуарт, енглески краљ. (прем. 1625)[1]
- 1623 — Блез Паскал, француски математичар, физичар и филозоф. (прем. 1662)[2]
- 1865 — Меј Вити, енглеска глумица. (прем. 1948)[3]
- 1877 — Чарлс Коберн, амерички глумац. (прем. 1961)[4]
- 1885 — Стеван Христић, српски композитор, диригент, педагог и музички писац. (прем. 1958)[5]
- 1903 — Лу Гериг, амерички играч бејзбола. (прем. 1941)[6]
- 1905 — Милдред Натвик, америчка глумица. (прем. 1994)[7]
- 1906 — Ернст Борис Чејн, британски биохемичар, добитник Нобелове награде за физиологију или медицину (1945). (прем. 1979)[8]
- 1923 — Живка Матић, српска глумица. (прем. 1998)[9]
- 1930 — Џина Роуландс, америчка глумица. (прем. 2024)[10]
- 1940 — Роналд Гросарт Матичек, мађарски је психолог и академик, инострани члан састава Српске академије науке и уметности.[11]
- 1941 — Вацлав Клаус, чешки економиста и политичар. Бивши председник Чешке Републике од 2003. до 2013. године, који је био и премијер у периоду од 1992. до 1997. године.[12]
- 1945 - Радован Караџић, први председник Републике Српске. Песник, психијатар и политичар.
- 1947 — Салман Рушди, индијско-британско-амерички књижевник и есејиста.[13]
- 1950 — Дарија Николоди, италијанска глумица, сценаристкиња и продуценткиња. (прем. 2020)
- 1953 — Павел Чањи, српско-словачки графичар, сликар и педагог.[14]
- 1954 — Кетлин Тарнер, америчка глумица и редитељка.[15]
- 1955 — Ерол Кадић, српски глумац. (прем. 2025)[16]
- 1962 — Пола Абдул, америчка музичарка, плесачица, кореографкиња, глумица и ТВ личност.[17]
- 1967 — Бјерн Дели, норвешки скијаш.[18]
- 1972 — Жан Дижарден, француски глумац.[19]
- 1972 — Робин Тани, америчка глумица.[20]
- 1973 — Надија, француска музичарка.[21]
- 1975 — Хју Данси, енглески глумац.[22]
- 1975 — Ентони Паркер, амерички кошаркаш.[23]
- 1978 — Дирк Новицки, немачки кошаркаш.[24]
- 1978 — Зои Салдана, америчка глумица.[25]
- 1983 — Лука Аскани, италијански бициклиста.
- 1983 — Маклемор, амерички музичар.[26]
- 1983 — Марк Селби, енглески играч снукера.[27]
- 1983 — Ејдан Тарнер, ирски глумац.[28]
- 1984 — Пол Дејно, амерички глумац, редитељ, сценариста, продуцент и музичар.[29]
- 1985 — Јаник Боколо, француски кошаркаш.[30]
- 1985 — Наташа Крсмановић, српска одбојкашица.[31]
- 1985 — Кармел Мур, енглеска порнографска глумица.
- 1990 — Хенри Континен, фински тенисер.[32]
- 1990 — Душан Свилар, српски певач.
- 1990 — Брејди Хеслип, канадски кошаркаш.[33]
- 1993 — Артурас Гудаитис, литвански кошаркаш.[34]
- 1995 — Никола Милојевић, српски тенисер.[35]
- 1999 — Џордан Пул, амерички кошаркаш.[36]

## Смрти
- 1897 — Чарлс Канингем Бојкот, енглески капетан[37]
- 1937 — Џејмс Метју Бари, шкотски писац, аутор прича о Петру Пану (рођ. 1860)[38]
- 1949 — Владимир Назор, хрватски писац (рођ. 1876)[39]
- 1964 — Јован Бијелић, српски сликар (рођ. 1886)
- 1974 — Миодраг Аврамовић, југословенски и српски филмски глумац и редитељ. (рођ. 1901)[40]
- 1993 — Вилијам Голдинг, енглески писац, добитник Нобелове награде за књижевност 1983. године (рођ. 1911)[41]
- 1994 — Павле Богатинчевић, српски глумац (рођ. 1905)[42]
- 2007 — Клаусјирген Вусов, немачки глумац (познат по улози директора "Клинике Шварцвалд") (рођ. 1929)[43]
- 2014 — Миша Блам, српски џез музичар, композитор и публициста јеврејског порекла (рођ. 1947)
- 2017 — Золтан Сароси, канадски шахиста мађарског порекла (рођ. 1906)

## Празници и дани сећања
- Српска православна црква слави:
  - Преподобног Висариона
  - Преподобног Илариона Новог
  - Преподобне мученице Архелају, Теклу и Сузану